# Клинописно право
Клинописното право е правната система, основана на законовите кодекси, използващи клинописно писмо, създадени в древния Близък изток от шумери, вавилонци, асирийци, еламити, хурити, касити и хети. Кодексът на Хамурапи е най-известният клинописен правен документ.

## Хронология
- 2060 г. пр.н.е. – Законник на Ур-Наму
- 1934-1924 г. пр.н.е. – Законник на Липит-Ищар
- 1800 г. пр.н.е. – Законник на Ешнуна
- 1758 г. пр.н.е. – Кодекс на Хамурапи
- 1500-1300 г. пр.н.е. – асирийско право
- 1500-1400 г. пр.н.е. – хетски закони[1]